# Lijst van gemeentelijke monumenten in Beegden
De plaats Beegden heeft 18 gemeentelijke monumenten:
| Object                                                                                             | Bouwjaar  | Architect   | Locatie                         | Coördinaten                   | Nr.           | Afbeelding                                                 |
| -------------------------------------------------------------------------------------------------- | --------- | ----------- | ------------------------------- | ----------------------------- | ------------- | ---------------------------------------------------------- |
| Woonhuis, langgeveltype, met kopzijde naar de straat                                               |           |             | Abelenstraat 19                 | 51° 11' 16" NB, 5° 55' 8" OL  | 1641/wikinr2  | Upload foto                                                |
| Woonhuis, hoog symmetrisch, exclusief schuren                                                      |           |             | Abelenstraat 39                 | 51° 11' 13" NB, 5° 55' 2" OL  | 1641/wikinr3  | Upload foto                                                |
| Herenhuis (exclusief schuur)                                                                       |           |             | Abelenstraat 47                 | 51° 11' 10" NB, 5° 55' 0" OL  | 1641/wikinr4  | Upload foto                                                |
| Woonhuis, authentieke topgevel, met vlechtwerk                                                     |           |             | Abelenstraat 49                 | 51° 11' 13" NB, 5° 54' 59" OL | 1641/wikinr5  | Upload foto                                                |
| Schuilkelder, daterend uit de Tweede Wereldoorlog                                                  | 1940-1945 |             | Nabij Beegderveld 2             | 51° 11' 55" NB, 5° 55' 38" OL | 1641/wikinr18 | Upload foto                                                |
| Hoog herenhuis met 6/8-ruiters, decoratieve deuromlijsting                                         |           |             | Dorpstraat 10                   | 51° 11' 20" NB, 5° 55' 17" OL | 1641/wikinr9  | Hoog herenhuis met 6/8-ruiters, decoratieve deuromlijsting |
| Lage dwarsgevelboerderij                                                                           |           |             | Dorpstraat 11                   | 51° 11' 20" NB, 5° 55' 15" OL | 1641/wikinr10 | Upload foto                                                |
| Woonhuis, dwarsbouw met dichte topgevelge, ronde bovenramen                                        |           |             | Dorpstraat 5                    | 51° 11' 19" NB, 5° 55' 13" OL | 1641/wikinr6  | Upload foto                                                |
| Woonhuis, hoge dwarsbouw met hardstenen omlijstingen                                               |           |             | Dorpstraat 7                    | 51° 11' 19" NB, 5° 55' 14" OL | 1641/wikinr7  | Upload foto                                                |
| Woonhuis, dwarsbouw met hardstenen omlijstingen                                                    |           |             | Dorpstraat 9                    | 51° 11' 20" NB, 5° 55' 15" OL | 1641/wikinr8  | Upload foto                                                |
| H. Martinuskerk, bakstenen kruisbasiliek                                                           |           | J. Franssen | Kerkstraat 1                    | 51° 11' 18" NB, 5° 55' 15" OL | 1641/wikinr1  | Upload foto                                                |
| Huis Beegden, monumentale hoeve en voormalig kasteel                                               | 1783      |             | Heerstraat-Zuid 20              | 51° 11' 18" NB, 5° 54' 53" OL | 1641/wikinr14 | Huis Beegden, monumentale hoeve en voormalig kasteel       |
| Voormalig gemeentehuis/woonhuis, twee tinten rood metselwerk, rond- en segmentvormige omlijstingen |           |             | Kruisstraat 1                   | 51° 11' 18" NB, 5° 55' 9" OL  | 1641/wikinr11 | Upload foto                                                |
| Woonhuis, segmentboogvensters en deur                                                              |           |             | Nieuwstraat 10                  | 51° 11' 13" NB, 5° 54' 55" OL | 1641/wikinr12 | Upload foto                                                |
| Woonhuis, segmentboogvensters en poort                                                             |           |             | Nieuwstraat 33                  | 51° 11' 9" NB, 5° 54' 49" OL  | 1641/wikinr13 | Upload foto                                                |
| Pannenhof, dichte, hoge voorraadschuur en segment-ronde poort                                      |           |             | Pannenhof                       | 51° 10' 55" NB, 5° 54' 35" OL | 1641/wikinr15 | Meer afbeeldingen                                          |
| St.-Servaaskapel en pomp                                                                           |           |             | St.-Servaasstraat / Nieuwstraat | 51° 11' 13" NB, 5° 54' 58" OL | 1641/wikinr17 | Upload foto                                                |
| Woonhuis met hoge, dichte kopgevel                                                                 |           |             | St.-Servaasstraat 2             | 51° 11' 13" NB, 5° 54' 59" OL | 1641/wikinr16 | Upload foto                                                |